# Ческий, Козьма Васильевич
Козьма (Косма) Васильевич Ческий (1776–1813) — русский гравёр. Академик Императорской академии художеств в Санкт-Петербурге. По происхождению – крепостной крестьянин. Брат И. В. Ческого.

## Биография
Козьма Васильевич Ческий происходил из крестьянского сословия.
В 1793 году Козьма Ческий, вместе со своим братом Иваном, был взят по Высочайшему повелению в ученики Академии художеств и до 1797 года воспитывался в ней за счёт Императорского кабинета, а после того на иждивении самой Академии. Его наставником был немецкий мастер И. С. Клаубер.
В 1799 году Ческий получил большую серебряную медаль за рисунок с натуры, в том же году переведен в класс гравирования ландшафтов, учрежденный по воле императора Павла I, и выпущен из Академии с аттестатом и правом на чиновничество XIV ранга. В 1800 году, за гравюру с картины Семена Щедрина: «Эскадра адмирала Ушакова у Буюкдере», признан назначенным в академики, в 1803 году по собственному желанию уволен из ландшафтного класса и в 1811 году за две гравюры для атласа, приложенного к описанию путешествия Крузенштерна, возведен в звание академика.
Работал в технике гравюры резцом на меди и акватинты. Всего создал немногим более двадцати гравюр.

## Список произведений
- «Вид эскадры Черноморского флота»
- «Башня Пиль в парке города Павловска» (с картины С.Щедрина), 1803.
- «Александровская площадь в Полтаве» (с картины Ф.Я.Алексеева).
- «Вид Гатчинского обелиска»
- портрет Ф.Ф.Винцингероде
- портрет князя Голенищева-Кутузова
- портрет графа М.И.Милорадовича
- пять досок в атласе Г.А.Сарычева